# Luca Milesi
Luca Milesi, né le 21 avril 1924, à San Giovanni Bianco, et mort le 22 mai 2008, est un prélat italien de l'Église catholique éthiopienne.

## Biographie
Luca Milesi est né le 21 avril 1924, à San Giovanni Bianco, en Lombardie, Italie.
Il intègre l'Ordre des frères mineurs dans lequel il est ordonné prêtre, le 4 mars 1950.
Il est nommé éparque de Barentu, le 21 décembre 1995, et reçoit la consécration épiscopale du cardinal Paulos Tzadua, archéparque d'Addis-Abeba, le 4 février 1995.
Il démissionne de son ministère, le 4 octobre 2001, en prend le titre d'Éparque émérite de Barentu, qu'il conserve jusqu'à sa mort, le 22 mai 2008.